# Amphoe Thep Sathit
Amphoe Thep Sathit (Thai: อำเภอ เทพสถิต) ist ein Landkreis (Amphoe – Verwaltungs-Distrikt) in der Provinz Chaiyaphum. Die Provinz Chaiyaphum liegt in der Nordostregion von Thailand, dem so genannten Isan.

## Geographie
Benachbarte Distrikte (von Norden im Uhrzeigersinn): die Amphoe Phakdi Chumphon, Nong Bua Rawe, Sap Yai, Bamnet Narong in der Provinz Chaiyaphum, Amphoe Thepharak in der Provinz Nakhon Ratchasima, Amphoe Lam Sonthi in der Lop Buri Provinz sowie Amphoe Wichian Buri in der Phetchabun Provinz.
In Amphoe Thep Sathit befindet sich der Nationalpark Pa Hin Ngam.

## Geschichte
Thep Sathit wurde am 1. November 1976 zunächst als „Zweigkreis“ (King Amphoe), indem die drei Tambon Wa Tabaek, Na Yang Klak und Huai Yai Chio vom Amphoe Bamnet Narong abgetrennt wurden. Am 1. April 1983 bekam Thep Sathit den vollen Amphoe-Status.

## Verwaltung

### Provinzverwaltung
Der Landkreis Thep Sathit ist in fünf Tambon („Unterbezirke“ oder „Gemeinden“) eingeteilt, die sich weiter in 92 Muban („Dörfer“) unterteilen.
| Nr. | Name          | Thai     | Muban | Einw.  |
| --- | ------------- | -------- | ----- | ------ |
| 01. | Wa Tabaek     | วะตะแบก  | 22    | 17.254 |
| 02. | Huai Yai Chio | ห้วยยายจิ๋ว | 22    | 13.541 |
| 03. | Na Yang Klak  | นายางกลัก | 17    | 13.637 |
| 04. | Ban Rai       | บ้านไร่    | 16    | 12.464 |
| 05. | Pong Nok      | โป่งนก    | 15    | 11.793 |

### Lokalverwaltung
Es gibt eine Kommune mit „Kleinstadt“-Status (Thesaban Tambon) im Landkreis:
- Thep Sathit (Thai: เทศบาลตำบลเทพสถิต) besteht aus Teilen des Tambon Wa Tabaek.

Außerdem gibt es fünf „Tambon-Verwaltungsorganisationen“ (องค์การบริหารส่วนตำบล – Tambon Administrative Organizations, TAO):
- Wa Tabaek (Thai: องค์การบริหารส่วนตำบลวะตะแบก)
- Huai Yai Chio (Thai: องค์การบริหารส่วนตำบลห้วยยายจิ๋ว)
- Na Yang Klak (Thai: องค์การบริหารส่วนตำบลนายางกลัก)
- Ban Rai (Thai: องค์การบริหารส่วนตำบลบ้านไร่)
- Pong Nok (Thai: องค์การบริหารส่วนตำบลโป่งนก)